# Henning Kagermann
Henning Kagermann (né le 12 juillet 1947 à Brunswick) est un physicien et chef d'entreprise allemand.

## Biographie
Henning Kagermann étudie la physique à l'université technique de Munich où il obtient son diplôme en 1972, puis à l'université technique de Brunswick où il passe son doctorat en 1980.
En 1982, il rejoint la société allemande SAP dont il est nommé, en 1991, membre du directoire puis, en 2001, président du directoire.